# Список очільників виконавчої влади Львівської області
Список очільників виконавчої влади Львівської області України містить у собі осіб, які отримали призначення посади голови Львівської обласної державної адміністрації, голови Львівської обласної військової адміністрації, тимчасових виконувачів обов'язків голів ОДА, голів обласного виконавчого комітету демократичного періоду України, осіб короткотривалого інституту представників Президента України у Львівській області.
Посада виконавчого очільника під час існування Української РСР мала назву голови Львівського облвиконкому. З набуттям незалежності України посада називалась представник Президента України у Львівській області та голова Львівського облвиконкому. Вже після прийняття Конституції України у статтях 118, 119 затверджено посаду голови обласної державної адміністрації. Офіційно повноваження, голови обласної державної адміністрації визначає Закон України «Про місцеві державні адміністрації» від 19 квітня 1999 року. 
Голова ОДА в межах своїх повноважень здійснює виконавчу владу на території відповідної адміністративно-територіальної одиниці  — області, а також реалізує повноваження, делеговані їй відповідною обласною радою. Голови обласних державних адміністрацій мають право вносити на розгляд обласних рад питання, пов'язані з виконанням делегованих повноважень, та інші пропозиції. Голови обласних державних адміністрацій також мають право дорадчого голосу на засіданнях обласних рад. Голови ОДА щорічно звітує перед обласними радами з питань виконання бюджету, програм соціально-економічного та культурного розвитку територій і делегованих повноважень.
Голови ОДА мають право скасовувати розпорядження голів районних державних адміністрацій, що суперечать Конституції України та законам України, рішенням Конституційного Суду України, актам Президента України, Кабінету Міністрів України, голів ОДА, а також міністерств, інших центральних органів виконавчої влади.
За наявності законних підстав голови ОДА можуть порушувати питання перед Президентом України та Кабінетом Міністрів України про притягнення до дисциплінарної відповідальності голів РДА. За результатами роботи РДА голова обласної державної адміністрації може застосовувати встановлені законодавством заходи заохочення до посадових осіб районної державної адміністрації. Голови ОДА мають право бути присутніми на засіданнях органів місцевого самоврядування та бути вислуханими з питань, що стосуються їх компетенції. Голова не має права втручатися в здійснення органами місцевого самоврядування власних повноважень.
Голову державної адміністрації призначає на посаду Президент України на строк своїх повноважень за поданням Кабінету Міністрів України. Кандидатури на посади голів вносяться на розгляд Уряду Прем'єр-міністром України. Склад обласної державної адміністрації формує її голова. Першого заступника голови призначає на посаду голова за згодою Прем'єр-міністра України. Заступник голови ОДА призначається також головою ОДА за погодженням з відповідним віцепрем'єр-міністром України.
Обласна рада може висловити недовіру голові ОДА, на підставі чого, з урахуванням пропозицій органу виконавчої влади вищого рівня, Президент України приймає рішення та дає обласній раді обґрунтовану відповідь. Якщо недовіру голові ОДА висловили 2/3 від складу обласної ради, Президент України приймає відставку голови обласної державної адміністрації.
Будинок голови Львівської обласної адміністрації розташований на вулиці Володимира Винниченка, 18 у Львові.
Голову області неофіційно називають — губернатор, намісник або ж очільник Львівщини.

## Список
| №№   | Портрет                 | Ім'я (роки життя)              | Каденції         | Каденції         | Президент України Голова Верховної Ради УРСР | Пр.                   |
| №№   | Портрет                 | Ім'я (роки життя)              | Початок          | Закінчення       | Президент України Голова Верховної Ради УРСР | Пр.                   |
| ---- | ----------------------- | ------------------------------ | ---------------- | ---------------- | -------------------------------------------- | --------------------- |
| 1    |                         | В'ячеслав Чорновіл (1937—1999) | квітень 1990     | квітень 1992     | Валентина Шевченко                           | [ 5 ] [ К 1 ]         |
| 1    | Леонід Кравчук          | В'ячеслав Чорновіл (1937—1999) | квітень 1990     | квітень 1992     |                                              | [ 5 ] [ К 1 ]         |
| 2    |                         | Степан Давимука (1947—)        | березень 1992    | липень 1994      | [ 6 ] [ К 2 ]                                |                       |
| 3    |                         | Микола Горинь (1945—)          | липень 1994      | лютий 1997       | Леонід Кучма                                 | [ 7 ] [ К 3 ]         |
| 4    |                         | Михайло Гладій (1952—)         | лютий 1997       | січень 1999      | Леонід Кучма                                 | [ 8 ]                 |
| 5    |                         | Степан Сенчук (1955—2005)      | січень 1999      | березень 2001    | Леонід Кучма                                 | [ 9 ]                 |
| 6    |                         | Михайло Гладій (1952—)         | березень 2001    | 26 квітня 2002   | Леонід Кучма                                 | [ 10 ]                |
| 7    |                         | Мирон Янків (1951—)            | 26 квітня 2002   | 4 червня 2003    | Леонід Кучма                                 | [ 11 ] [ 12 ]         |
| 8    |                         | Олександр Сендега (1953—)      | 9 червня 2003    | 20 грудня 2004   | Леонід Кучма                                 | [ К 4 ] [ 13 ] [ 12 ] |
| в.о. |                         | Богдан Матолич (1955—)         | 20 грудня 2004   | 15 лютого 2005   | Леонід Кучма                                 | [ 14 ]                |
| в.о. | Віктор Ющенко           | Богдан Матолич (1955—)         | 20 грудня 2004   | 15 лютого 2005   |                                              | [ 14 ]                |
| 9    |                         | Петро Олійник (1957—2011)      | 15 лютого 2005   | 27 лютого 2008   | [ 15 ]                                       |                       |
| в.о. |                         | Микола Кміть (1966—)           | 28 лютого 2008   | 31 серпня 2008   | [ 16 ]                                       |                       |
| 10   |                         | Микола Кміть (1966—)           | 1 вересня 2008   | 20 квітня 2010   | [ 17 ]                                       |                       |
| 10   | Віктор Янукович         | Микола Кміть (1966—)           | 1 вересня 2008   | 20 квітня 2010   | [ 17 ]                                       |                       |
| 11   |                         | Василь Горбаль (1971—)         | 20 квітня 2010   | 21 грудня 2010   | [ 18 ]                                       |                       |
| 12   |                         | Михайло Цимбалюк (1964—)       | 21 грудня 2010   | 2 листопада 2011 | [ 19 ]                                       |                       |
| 13   |                         | Михайло Костюк (1961—)         | 2 листопада 2011 | 4 березня 2013   | [ 20 ]                                       |                       |
| 14   |                         | Віктор Шемчук (1970—)          | 4 березня 2013   | 31 жовтня 2013   | [ 21 ]                                       |                       |
| 15   |                         | Олег Сало (1968—)              | 31 жовтня 2013   | 2 березня 2014   | [ 22 ]                                       |                       |
| 15   | в.о. Олександр Турчинов | Олег Сало (1968—)              | 31 жовтня 2013   | 2 березня 2014   | [ 22 ]                                       |                       |
| 16   |                         | Ірина Сех (1970—)              | 2 березня 2014   | 14 серпня 2014   | [ 23 ]                                       |                       |
| 16   | Петро Порошенко         | Ірина Сех (1970—)              | 2 березня 2014   | 14 серпня 2014   | [ 23 ]                                       |                       |
| в.о. |                         | Юрій Турянський (1975—)        | 14 серпня 2014   | 26 грудня 2014   | [ 24 ]                                       |                       |
| 17   |                         | Олег Синютка (1970—)           | 26 грудня 2014   | 11 червня 2019   | [ К 5 ] [ 25 ]                               |                       |
| 17   | Володимир Зеленський    | Олег Синютка (1970—)           | 26 грудня 2014   | 11 червня 2019   | [ К 5 ] [ 25 ]                               |                       |
| в.о. |                         | Ростислав Замлинський (1976—)  | 11 червня 2019   | 5 липня 2019     | [ 26 ]                                       |                       |
| 18   |                         | Маркіян Мальський (1985—)      | 5 липня 2019     | 24 грудня 2019   | [ 27 ]                                       |                       |
| в.о. |                         | Василь Лозинський (1986—)      | 24 грудня 2019   | 5 лютого 2020    | [ 28 ]                                       |                       |
| 19   |                         | Максим Козицький (1981—)       | 5 лютого 2020    | донині           | [ 29 ] [ К 6 ]                               |                       |